# 三之丸尚藏館
三之丸尚藏館（日语：／ Sannomaru-Shōzōkan */?），是一座位於日本東京皇居東御苑內的藝術博物館，由宮內廳所管轄。昭和天皇駕崩後的1989年（平成元年）6月起，三之丸尚藏館即作為皇室捐贈國庫歷代珍藏藝術品的保存、管理、調查研究及展覽的機構場所，1993年（平成5年）11月3日正式開放參觀。

## 历史
日本皇室除了在京都御所於各種儀式場合中所使用的屏風、刀劍及歷代天皇的書跡外，近代東京的皇居內宮殿及御所裡曾使用過的傢俱，近代華族、財經界人士及外國賓客致贈的藝術品，於日本美術院藝術展覽會上購買的藝術品，以上物品中很多是屬於日本文化財產，而屬於日本皇室所有的物品，通稱為「御物」。第二次世界大戰後，有相當數量的皇室財產轉移至國有財產：正倉院及正倉院寶物由宮內廳正倉院事務所放置管理，京都御所、桂離宮及修學院離宮由宮內廳京都事務所放置管理，宮內廳書陵部則變成管轄天皇陵墓出土文物及古代文書資料典籍的單位。此外，第二次世界大戰後轉為日本文化財產的原皇室私有物品，依舊以「御物」稱之。
1989年（昭和64年）1月7日，伴隨昭和天皇的逝世，有必要對其遺物的國有財產及皇室私有財產問題加以認定，所以根據皇室經濟法，將「三神器」、歷代天皇的肖像及宸筆、皇室儀式中使用的屏風與刀劍類、以及與皇室有深切關連的物品，依舊將此類型「御物」歸為皇室的私有財產。除上述外的繪畫、書、工藝品類的藝術品約3,180項（6,000件），日本皇室於1989年（平成元年）6月捐贈給國家，「三之丸尚藏館」即是為了使成為國有財產的眾多原屬皇室藝術品有適當的保存環境、研究展覽場所的目的下所成立機構，並於1993年（平成5年），正式開放。
此後，秩父宮妃薨逝後，於1996年（平成8年），秩父宮家捐贈其所有的舊藏物品及文書資料；2001年（平成13年）香淳皇后遺物捐贈；高松宮妃薨逝後，高松宮家於2005年（平成17年）捐贈其所有遺物；截至2009年（平成21年）為止，館藏藝術品約有9,500件。
宮內廳管理的藝術品（包含正倉院寶物及書陵部管理物品），慣例上被排除於日本文化財保護法的框架外，所以三之內尚藏館內的藝術藏品也一直都沒有被指定為日本國寶或日本重要文化財等等，並且擁有著數量可觀的高知名度藝術品，包含繪卷物《蒙古襲來繪詞卷》、《春日権現験記繪卷》，狩野永德代表作《唐獅子圖屏風》，還有明治時代，宮內省向京都相國寺購買的伊藤若沖《動植綵繪》30幅等。
另外除明治前皇室本身所傳承物品外，館藏還包含了被任命為帝室技藝員藝術家的作品，來自皇居裡被大火燒毀的明治宮殿內遺留的傢俱、裝飾用品，還有明治以來，封建諸侯、領主、攝政王、財經界向皇室所覲獻的藝術品。

## 主要館藏品

《蒙古襲來繪詞》（部分）

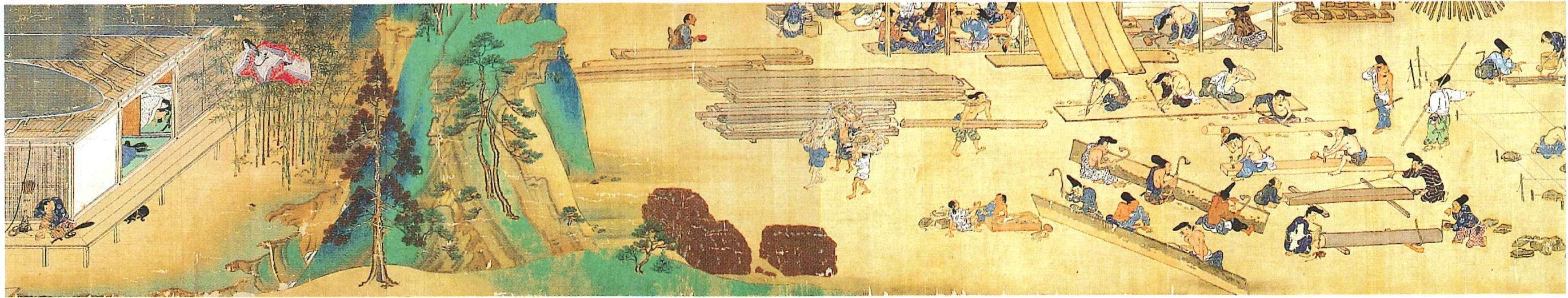
《春日権現驗記繪卷》（部分）

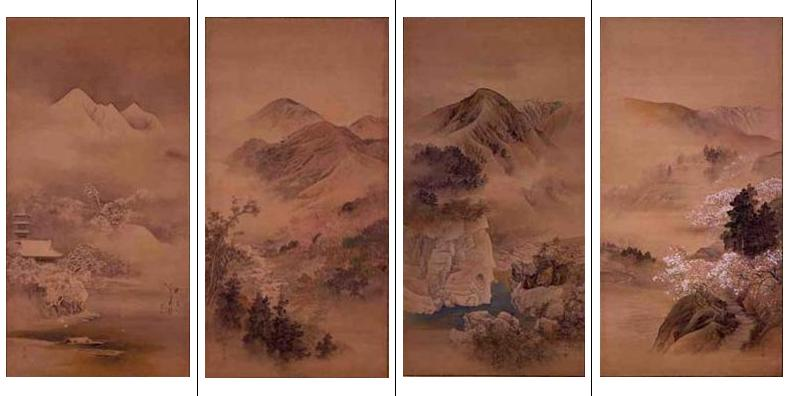
川端玉章《四時的名勝》（1899年）

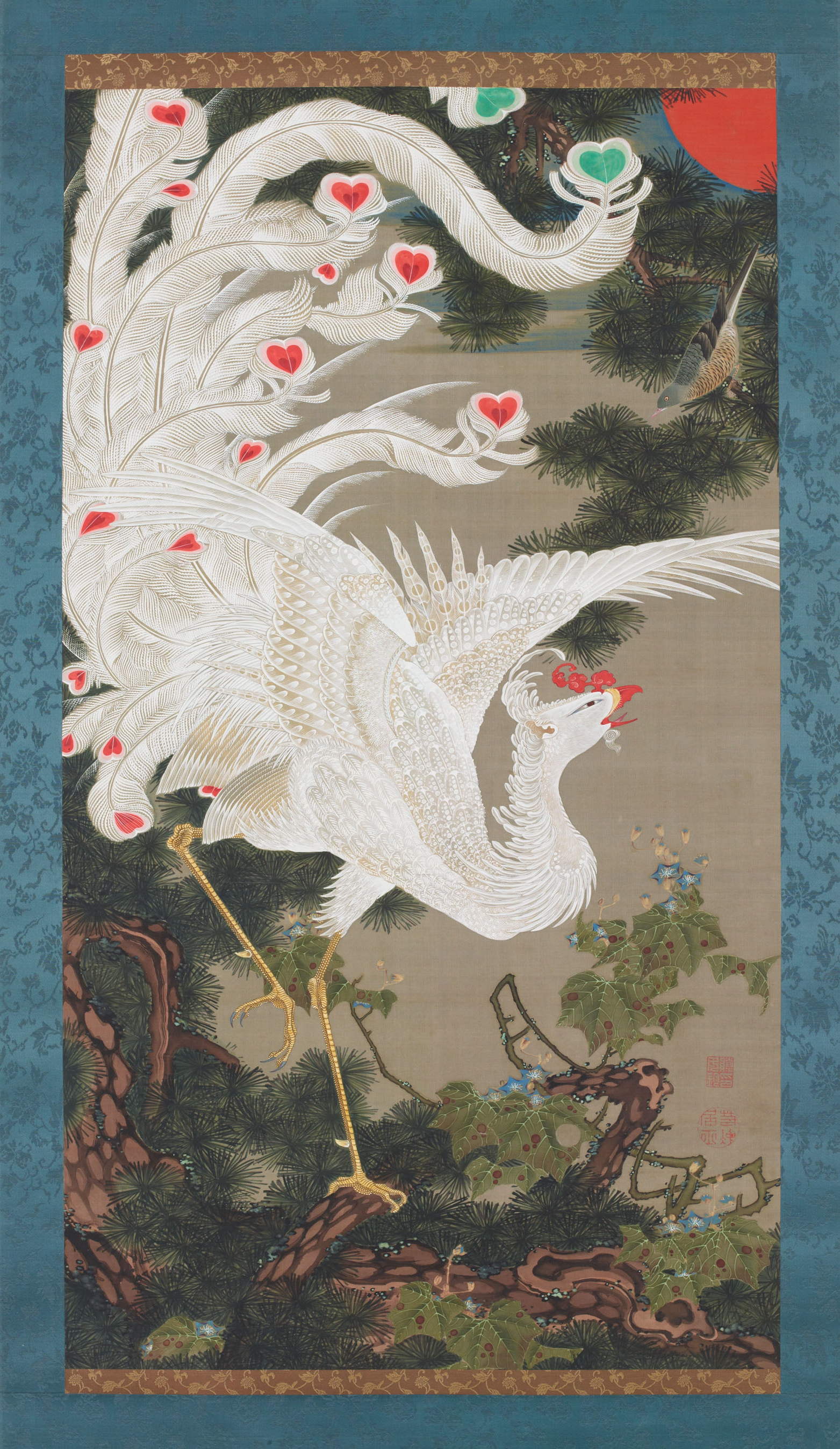
伊藤若冲《動植綵繪》中的《老松白鳳圖》

狩野永德《唐獅子圖屏風》（16世紀）

### 繪畫
- 《蒙古襲來繪詞卷》 - 鎌倉時代。1890年細川家家臣大矢野家覲獻。
- 《春日権現驗記繪卷》 - 20卷。延慶2年（1309年）。鷹司家覲獻。
- 《繪師草紙》 - 鎌倉時代。
- 《浜松圖屏風》 - 海北友松。桂宮家舊傳。
- 《網干圖屏風》 - 海北友松。桂宮家舊傳。
- 《南蠻人渡來圖屏風》 - 安土桃山時代。徳川家覲獻。静岡市葵區來迎院舊傳。
- 《二十八都市萬國圖屏風》 - 安土桃山～江戸時代。
- 《唐獅子圖屏風（日语：唐獅子図屏風）》 - 狩野永德、狩野常信（日语：狩野常信）。
- 《源氏物語圖屏風》 - 傳狩野永徳。桂宮家舊傳。
- 《源氏物語圖屏風》 - 狩野探幽。寛永19年（1642年）。
- 《扇面散屏風》 - 俵屋宗達。
- 《小栗判官絵巻》 - 15巻。岩佐又兵衛工房。
- 《群獸圖屏風》 - 圓山應舉。
- 《牡丹孔雀圖》 - 圓山應舉。
- 《動植綵絵（日语：動植綵絵）》 - 30幅。伊藤若冲。江戸時代。
- 《花鳥十二月令圖》 - 酒井抱一。文政6年（1823年）。

### 書跡
- 《喪亂帖》 - 王羲之筆。唐代摹本。
- 《孫過庭書譜斷簡》 - 傳空海筆。京都毘沙門堂舊藏。明治23年（1880年）門徒覲獻。
- 《屏風土代》 - 小野道風筆。延長6年（928年）。井上馨舊蔵。大正14年（1925年）井上家覲獻。
- 《玉泉帖》 - 小野道風筆。1878年近衞家覲獻。
- 《書狀（恩命帖）》 - 藤原佐理（日语：藤原佐理）筆。平安時代（10世紀）。1878年近衞家覲獻。
- 雲紙本《和漢朗詠集》 - 傳藤原行成筆。平安時代（11世紀）。
- 粘葉本《和漢朗詠集》 - 傳藤原行成筆。平安時代（11世紀）。1878年近衞家覲獻。
- 本阿彌切本《古今和歌集》 - 平安時代（12世紀）。1878年近衞家覲獻。
- 安宅切本《和漢朗詠集》 - 傳源俊賴筆。平安時代（12世紀）。1878年近衞家覲獻。
- 卷子本《和漢朗詠集》 - 傳藤原公任筆。平安時代（12世紀）。1901年伊達家覲獻。
- 金沢本《萬葉集》 - 藤原定信筆（傳由源俊頼代筆）。平安時代（12世紀）。1910年前田家覲獻。
- 《更級日記》 - 藤原定家筆。

### 工藝品
- 木畫箱 - 唐代。法隆寺獻納寶物（日语：法隆寺献納宝物）。
- 蔦細道蒔繪文台硯箱 - 安土桃山～江戸時代。
- 宇治川蛍蒔繪料紙箱、硯箱 - 飯塚桃葉作。安永4年（1775年）。
- 短刀 銘正宗（名物京極正宗）
- 短刀 銘行光
- 太刀 銘備前国長船光忠（日语：光忠） - 1933年岩崎小彌太（日语：岩崎小弥太）覲獻。

### 近代繪畫

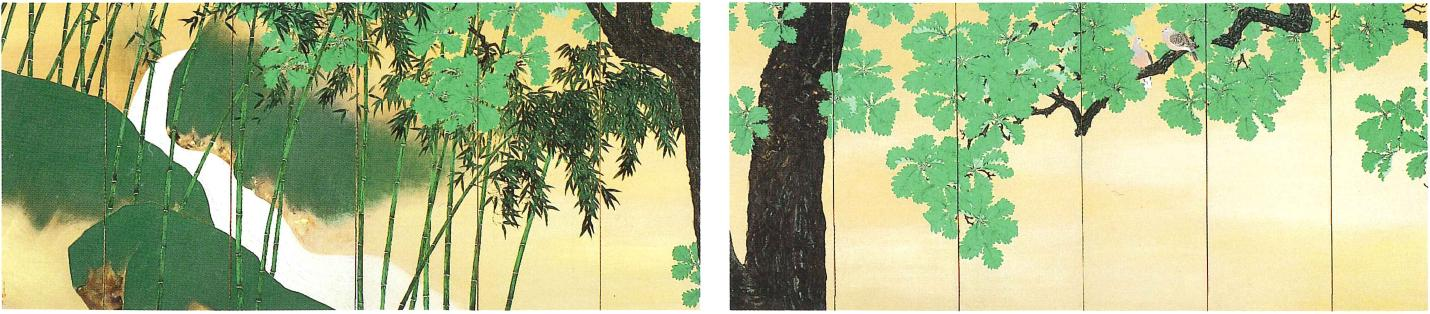
平福百穂《玉柏》（1928年）

- 川端玉章（日语：川端玉章）《四時的名勝》 - 明治32年（1899年）
- 横山大観《御苑春雨》 - 大正15年（1926年）
- 横山大観《飛泉》 - 昭和3年（1928年）
- 下村観山《光明皇后》 - 明治30年（1897年）
- 富岡鐵齋《武陵桃源瀛洲神境圖》 - 大正12年（1923年）
- 川合玉堂《雨後》 - 大正13年（1924年）
- 竹内栖鳳《薫風稚雀寒汀白鷺圖》 - 昭和3年（1928年）
- 平福百穂（日语：平福百穂）《玉柏》 - 昭和3年（1928年）

### 近代工藝
- 海野勝珉（日语：海野勝珉）《蘭陵王置物》 - 雕金（日语：彫金）、明治23年（1890年）
- 旭玉山（日语：旭玉山）《官女置物》 - 象牙雕刻、明治34年（1901年）
- 並河靖之（日语：並河靖之）《四季花鳥圖花瓶》 - 七寶燒（日语：七宝焼き）、明治32年（1899年）
- 川之辺一朝（日语：川之辺一朝）、海野勝珉（日语：海野勝珉）等《菊蒔絵螺鈿飾棚》 - 漆藝、明治36年（1903年）
- 香川勝広（日语：香川勝広）《和歌浦圖額》 - 雕金、明治32年（1899年）
- 諏訪蘇山 (初代)《青瓷鳳雲文花瓶》- 陶瓷、青瓷、大正8年（1919年）

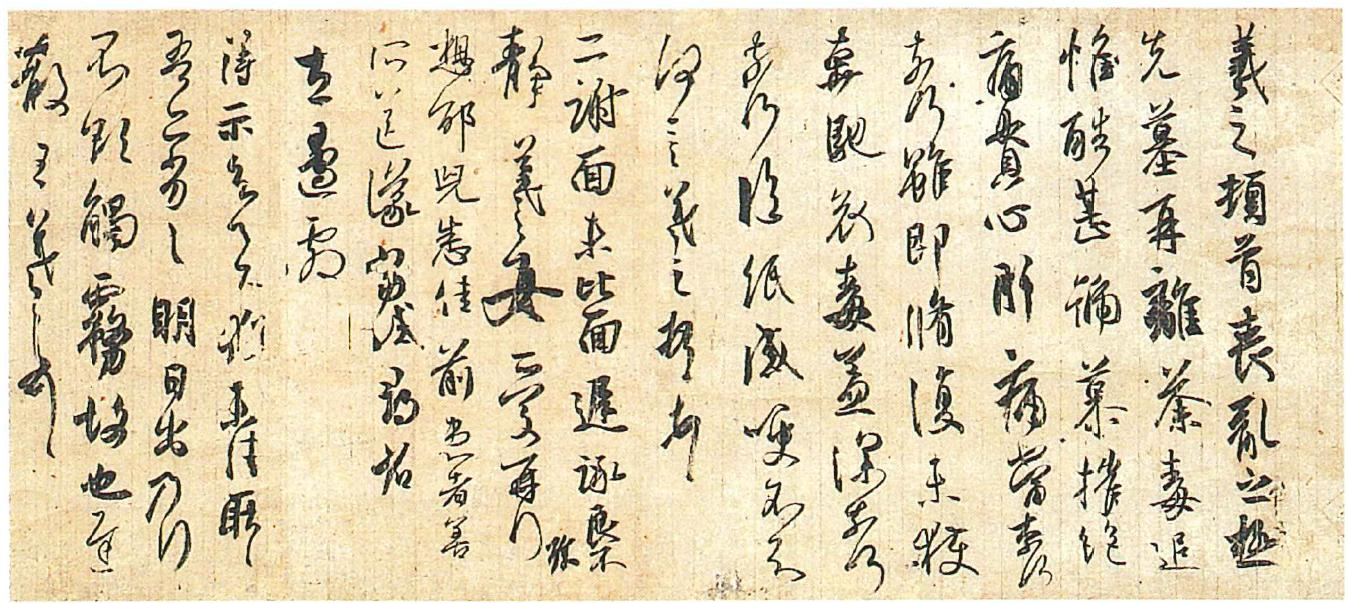
王羲之 《喪亂帖》
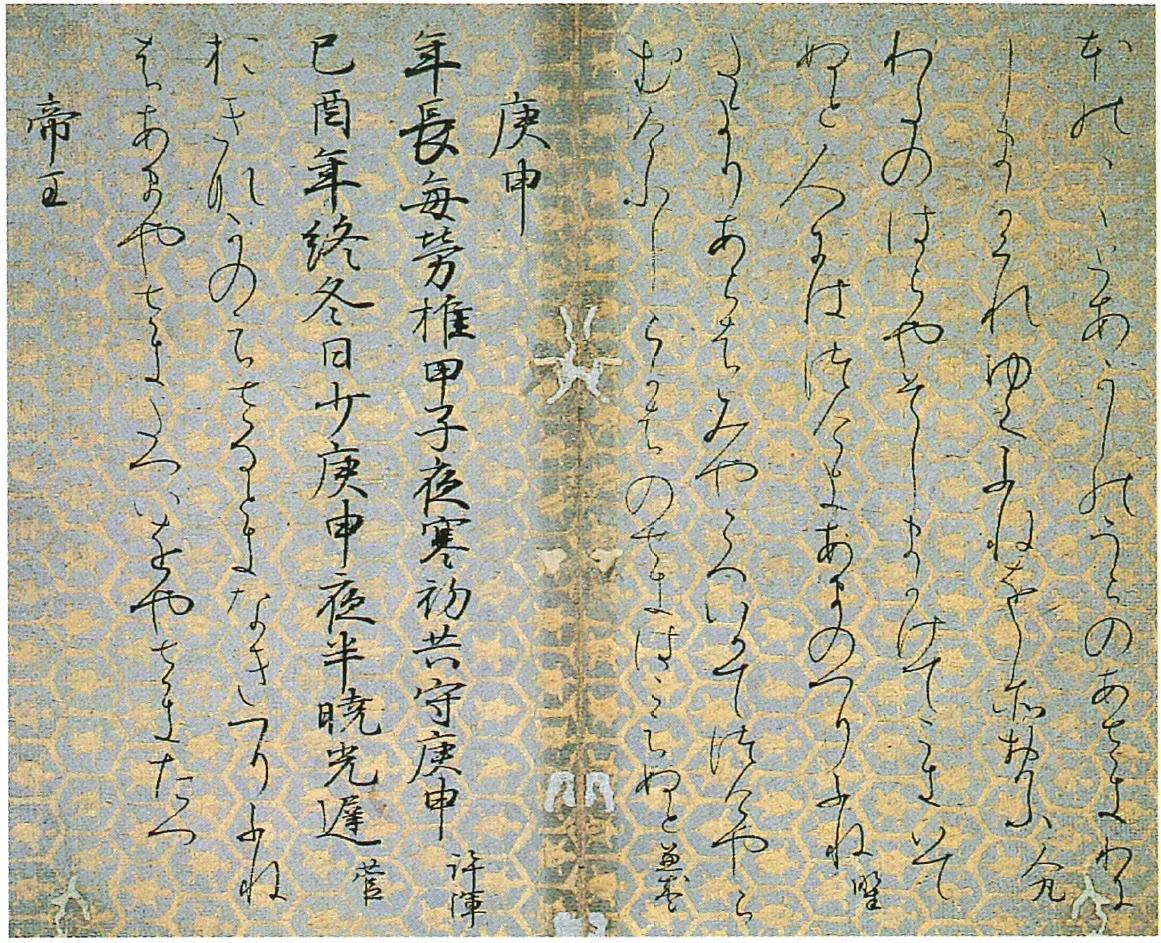
粘葉本《和漢朗詠集》 下巻「行旅」「庚申」部分。
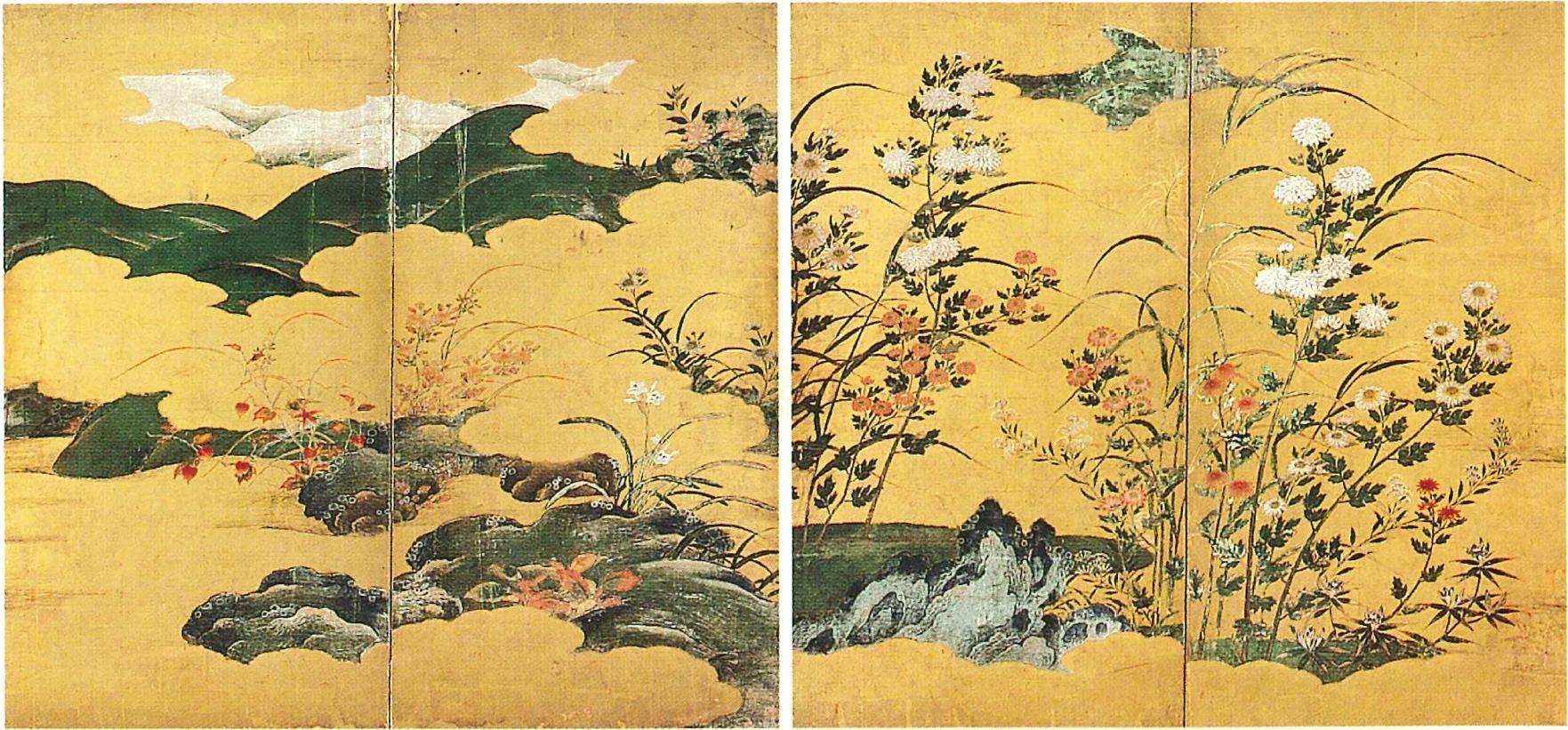
傳狩野永徳 《四季草花圖》 （原為八条宮家邸襖繪（日语：襖絵））
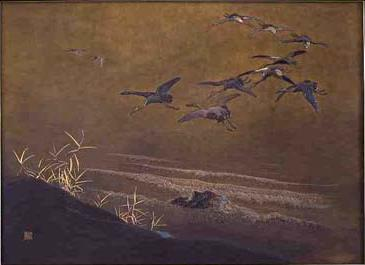
香川勝広 《和歌浦圖額》 （1899年）
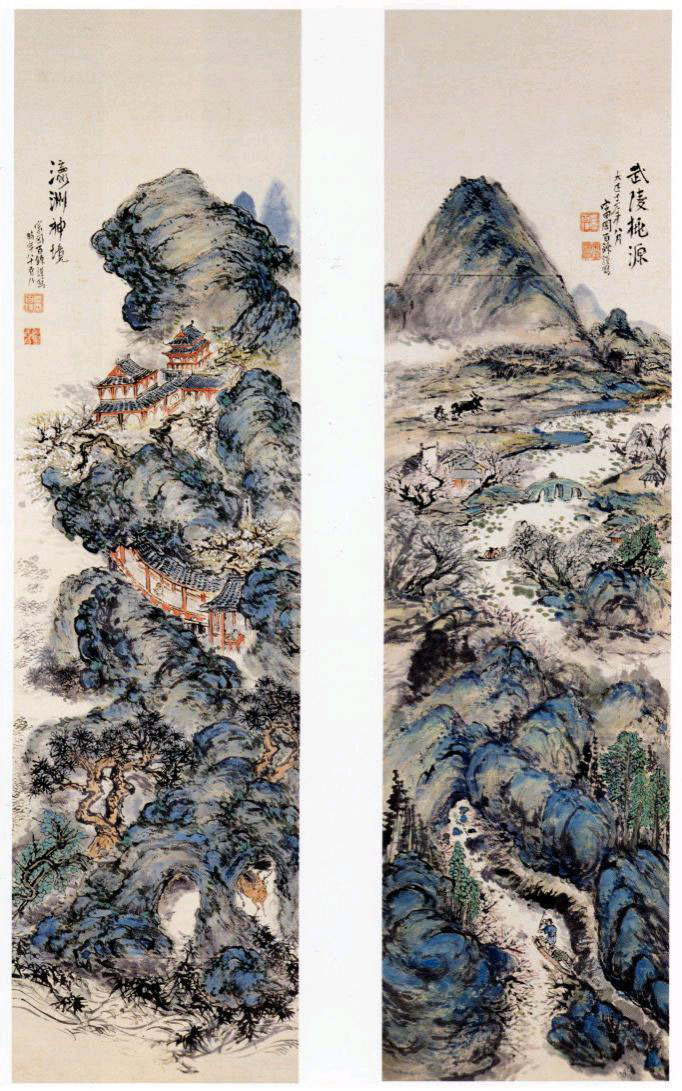
富岡鉄斎 《武陵桃源瀛州神境圖》 （1923年）